# Ralston (Iowa)
Ralston es una ciudad ubicada en el condado de Carroll en el estado estadounidense de Iowa. En el Censo de 2010 tenía una población de 79 habitantes y una densidad poblacional de 15,3 personas por km².

## Geografía
Ralston se encuentra ubicada en las coordenadas 42°2′30″N 94°37′46″O / 42.04167, -94.62944. Según la Oficina del Censo de los Estados Unidos, Ralston tiene una superficie total de 5.16 km², de la cual 5.16 km² corresponden a tierra firme y (0%) 0 km² es agua.

## Demografía
Según el censo de 2010, había 79 personas residiendo en Ralston. La densidad de población era de 15,3 hab./km². De los 79 habitantes, Ralston estaba compuesto por el 100% blancos, el 0% eran afroamericanos, el 0% eran amerindios, el 0% eran asiáticos, el 0% eran isleños del Pacífico, el 0% eran de otras razas y el 0% pertenecían a dos o más razas. Del total de la población el 0% eran hispanos o latinos de cualquier raza.